# Vitanová
Vitanová és un poble i municipi d'Eslovàquia que es troba a la regió de Žilina, al centre-nord del país.

## Història
La primera menció escrita de la vila es remunta al 1550.

## Demografia
| Godina             | 1994 | 2004   | 2014   | 2024   |
| ------------------ | ---- | ------ | ------ | ------ |
| Nombre de persones | 1187 | 1232   | 1297   | 1319   |
| Diferència         |      | +3,79% | +5,27% | +1,69% |

| Godina             | 2023 | 2024   |
| ------------------ | ---- | ------ |
| Nombre de persones | 1314 | 1319   |
| Diferència         |      | +0,38% |